# Monica Dogra
Monica Dogra, née le 25 octobre 1982 à Baltimore dans le Maryland, est une actrice et chanteuse américaine d'origine indienne.

## Biographie
Monica Dogra est la chanteuse du groupe Shaa'ir and Func (en).
Elle a fait ses débuts d'actrice dans le film Bollywoodien Dhobi Ghat.

## Filmographie
- 2008 Rock On!! : elle-même (Shaa'ir and Func (en))
- 2010 Dhobi Ghat (Mumbai Diaries) : Shai
- 2011-2012 The Dewarists (série télévisée documentaire) : elle-même
- 2013 David (en) : Noor
- 2013 Fireflies : Michelle
- 2014 The Thought of You (court métrage) : J
- 2015 The Spectacular Jihad of Taz Rahim (en) : Sabrina Jiwan
- 2015 Relapse (court métrage)
- 2016 Haaye Dil : Jaya
- 2016 Ganglords of 1985 : Naada
- 2016 Teraa Suroor 2
- 2017 Monica Dogra: Naraye Mastana (court métrage)

## Vidéoclip
- 2016 : Nanok ft. Ray Dee - Lay You Down (avec Anushka Manchanda et Monica Dogra)[1]